# Modest Czajkowski
Modest Iljicz Czajkowski, ros. Модест Ильич Чайковский (ur. 1 maja?/13 maja 1850 w Ałapajewsku, zm. 2 stycznia?/15 stycznia 1916 w Moskwie) – rosyjski dramatopisarz, twórca librett do oper, brat Piotra.

## Życiorys
Urodził się 1 maja?/13 maja 1850 w Ałapajewsku, jako młodszy brat kompozytora Piotra Czajkowskiego. Ukończył Imperialną Szkołę Prawodawstwa z dyplomem prawnika, następnie zajął się pisaniem sztuk teatralnych, tłumaczeniem sonetów Williama Szekspira na język rosyjski i pisaniem librett do oper swojego brata. Po śmierci Piotra został także autorem jego pierwszej biografii i fundatorem Muzeum Czajkowskiego w Klinie.
Podobnie jak brat był osobą homoseksualną.
Zmarł 2 stycznia?/15 stycznia 1916 w Moskwie.

## Sztuki
- Uprzedzenia (Предрассудки)
- Symfonia (Симфония)
- Dzień w Petersburgu (День в Петербурге)

## Libretta
- Dama pikowa (P. Czajkowski)
- Jolanta (P. Czajkowski)
- Dubrowski (E. Nápravník)
- Lodowy dom (A. Korieszczenko)
- Nal i Damajanti (A. Arienski)
- Francesca da Rimini (S. Rachmaninow)